# اعتراف‌نامه

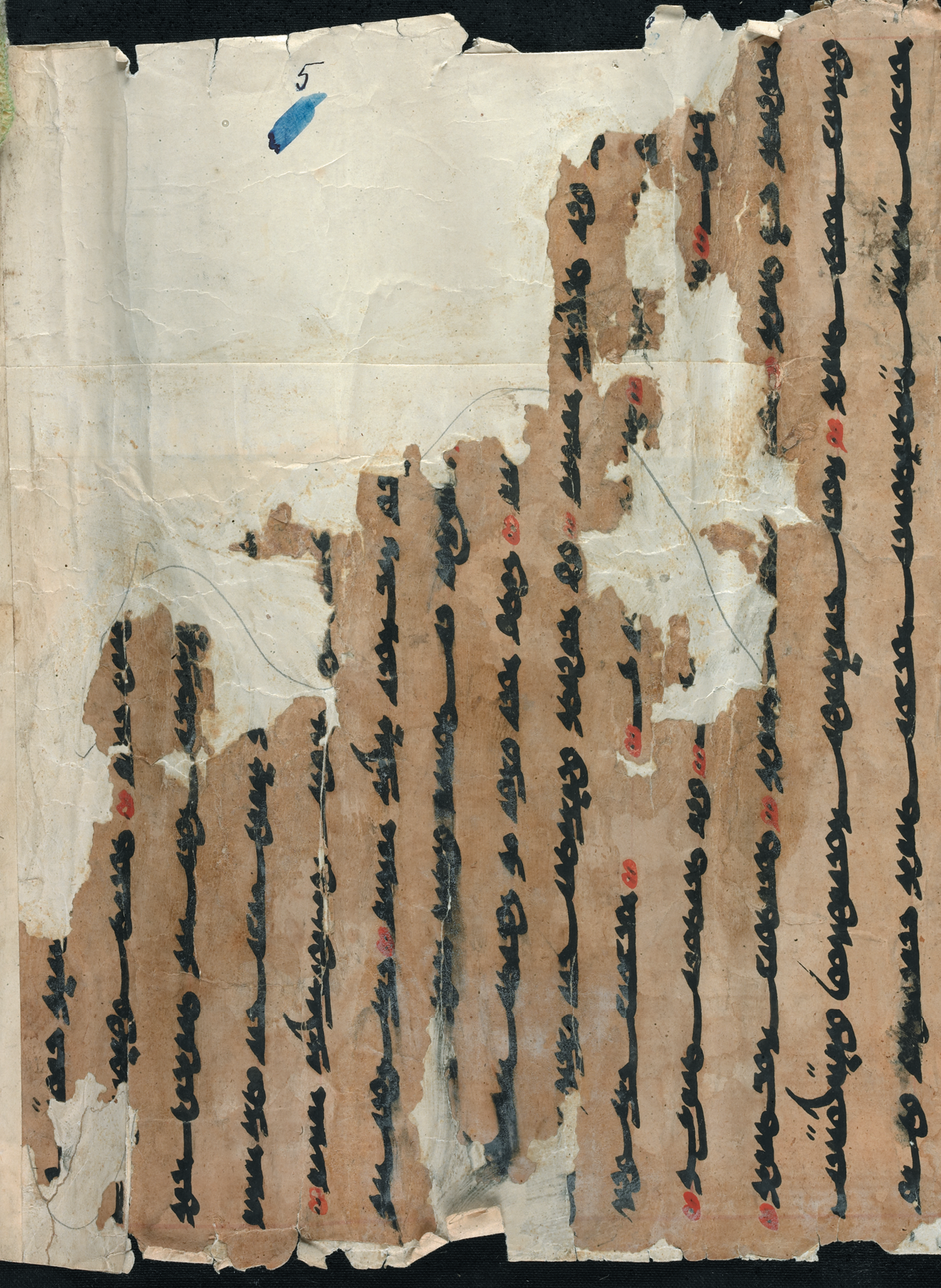
صفحه اول نسخه خطی SI D1 (SI 3159) از مجموعه موسسه مطالعات شرقی سنت پترزبورگ RAS. حاوی متن اویغوری مانوی .نسخه خطی احتمالاً مربوط به قرن یازدهم است.

اعتراف‌نامه یا خواستوانیفت کتابی مانوی است که درباب اعترافات نیوشایان که پایین‌ترین رده دینی مانوی بودند نگاشته شده است.این اثر که متن اصلی آن از میان رفته و تنها ترجمه ترکی اویغوری آن موجود است منبع مناسبی برای شناخت آداب و رسوم و باورها و نحوه رفتار درون گروهی مانویان بدست می دهد.اثر دیگری هم به زبان سغدی وجود دارد که مجموعه اعترافات طبقه برگزیدگان است.

## منبع
1. ↑  «آیین مانی». بایگانی‌شده از اصلی در ۱۱ ژوئیه ۲۰۱۱. دریافت‌شده در ۸ مه ۲۰۱۱.